# HATS-6
Désignations
HATS-6 est une étoile naine rouge située à une distance de 169,71 ± 0,54 pc (∼554 al) du Soleil. De magnitude apparente 15,2 dans le spectre visible, elle n'est pas observable à l'œil nu depuis la Terre. Elle est l'objet primaire d'un système planétaire dont l'unique objet secondaire connu HATS-6 b, une planète confirmée.

## HATS-6 b
HATS-6 b a été découverte en 2014 par la méthode des transits. Son existence a été confirmée par la Nasa le 14 mai 2015.